# Pískomilové
Pískomilové (Gerbillinae) je podčeleď z čeledi myšovitých a řádu hlodavců. Jsou to čilá zvířata, tvarem podobná myši a jsou příbuzná křečkům a tarbíkům. Ve volné přírodě se původně vyskytovali v severní Číně a v Mongolsku – nejčastěji chovaným zástupcem pískomilů je také pískomil mongolský. Měří asi 10 centimetrů, samec váží 80–110 gramů, samice 70–100 gramů. Mají velké černé nebo červené oči, malé přední a dlouhé zadní tlapky a silné zadní nohy, které jim umožňují skákat velmi vysoko. Mohou mít barvu od bílé a světle šedé, přes pískovou, zlatou, hnědou až černou.

## Podřazené rody

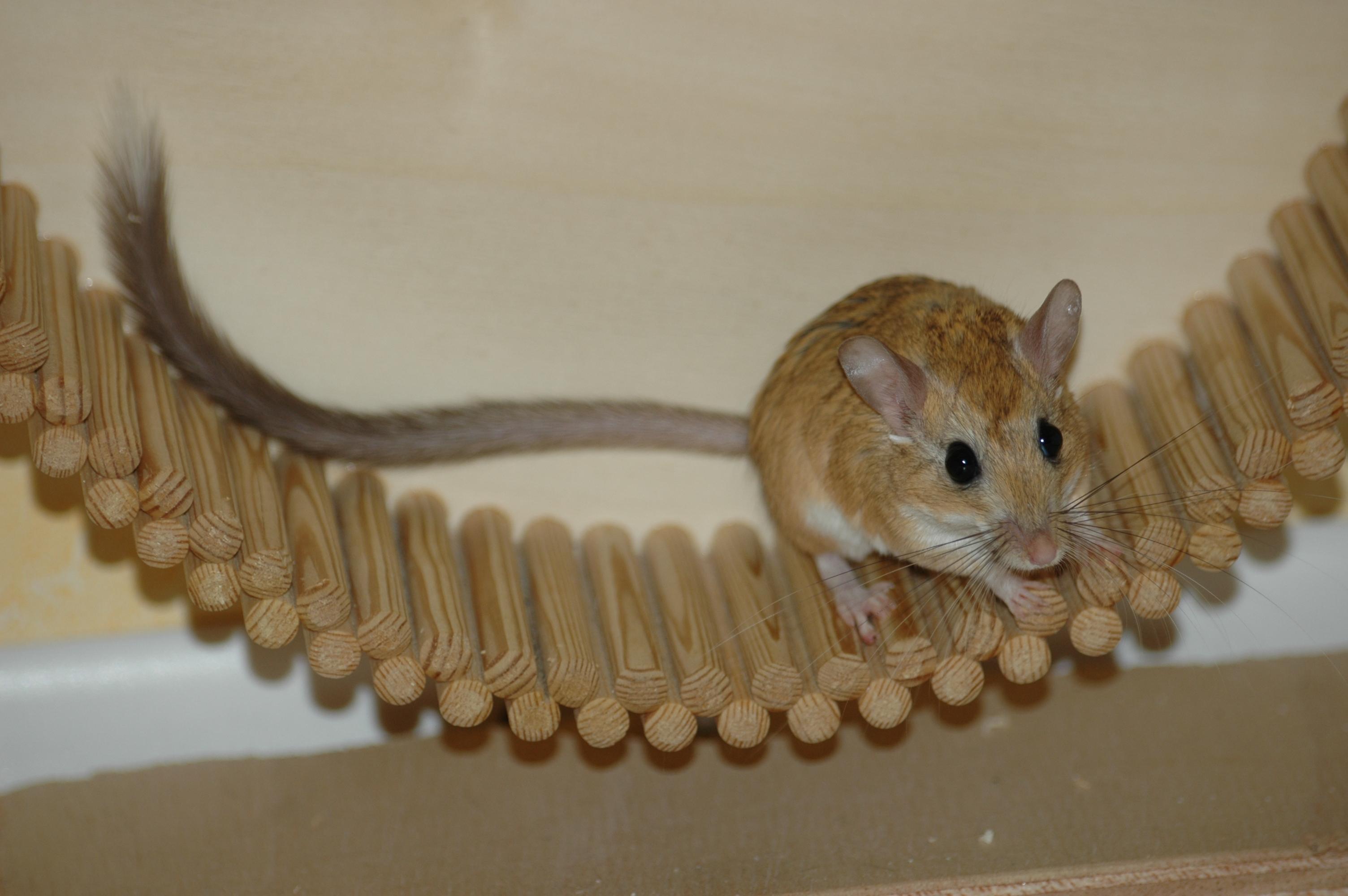
Pískomil veverkoocasý

- Ammodillus (Thomas, 1904)
- Brachiones (Thomas, 1925)
- Desmodilliscus (Wettstein, 1916)
- Desmodillus (Thomas & Schwann, 1904)
- Gerbillurus (Shortridge, 1942)
- Gerbillus (Desmarest, 1804)
- Meriones (Illiger, 1811)
- Microdillus (Thomas, 1910)
- Pachyuromys (Lataste, 1880)
- Psammomys (Cretzschmar, 1828)
- Rhombomys (Wagner, 1841)
- Sekeetamys (Ellerman, 1947)
- Tatera (Lataste, 1882)
- Taterillus (Thomas, 1910)

## Způsob života
Pískomilové pocházejí z pouště a jsou tedy přizpůsobeni velmi horkému a suchému podnebí. Před žárem se chrání v norách se složitým systémem chodbiček, které si vyhrabávají. Tyto nory opouští až večer. Proto jsou i chovní pískomilové nejaktivnější v noci. Potřebují pohyb a vyžití, nejraději hrabou, skáčou a hlodají. V přírodě žijí v koloniích, proto je vhodnější chovat je v páru nebo ve skupině.

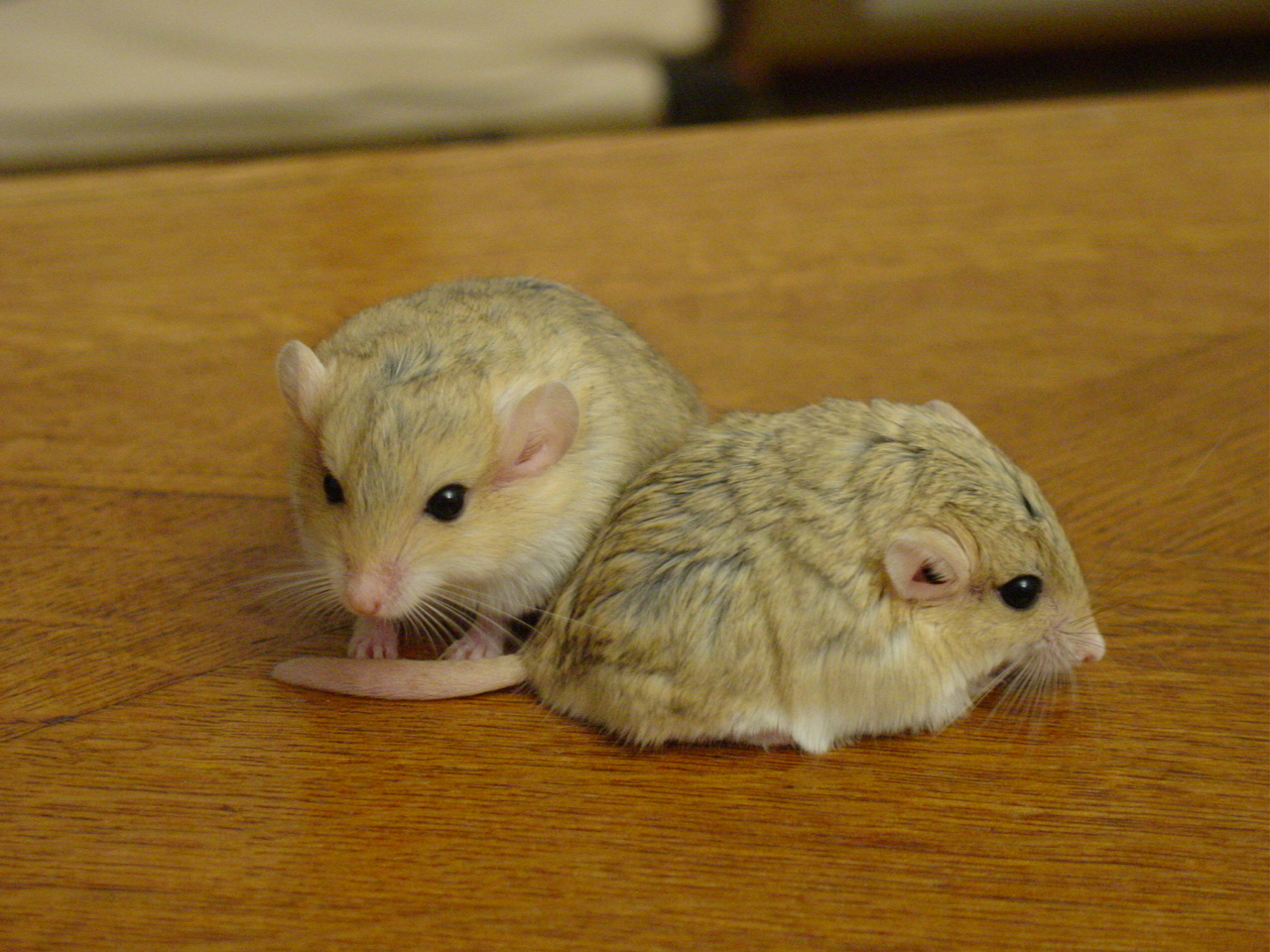
Pískomil křečkovitý

## Rozmnožování
Pískomilové se začínají pářit již ve 6 týdnech života (definitivně dospělí jsou však až v 8 týdnech). Samice bývá březí 25–29 dnů a v jednom vrhu (bývají 2–3 ročně) mívá obvykle 2–8 mláďat. Mláďata se rodí holá a slepá. Ve věku 2 týdnů mívají kožíšek a v 2 a půl týdnech otvírají oči. Samec pomáhá samici s péčí o mláďata, proto se při jejich chovu nemá stěhovat do jiné klece nebo akvária, protože samice už by ho zpátky nepřijala a útočila by na něj jako na cizího.

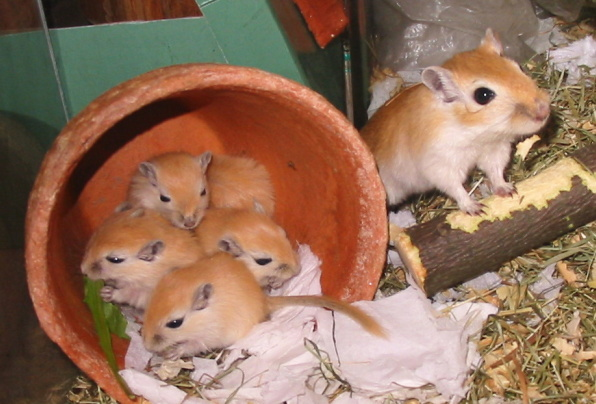
Matka s mláďaty

## Chov a potrava
Pískomily je nejvhodnější chovat v páru nebo ve skupině. Pokud nejsou ze stejného vrhu, měli by se dát dohromady dřív, než jim bude 8 týdnů. Nejvhodnější je chovat pískomily ve shora uzavřeném akváriu. Klec je méně vhodná pouze z důvodu častého hrabání.
Jako podestýlka jsou nejvhodnější hobliny, směs na hrabání z rašeliny a zahradní směsi. Hnízdo si staví ze sena nebo papíru. Vhodné jsou také větvičky z ovocných stromů na hryzání. Zároveň se doporučuje pořídit jim jemný koupací písek, ve kterém si snadno mohou čistit srst.
Obvykle se krmí semeny (pšenice, ječmen, oves, slunečnice, kukuřice, atp.), zeleninou, ovocem, tvrdým pečivem nebo i zelení. Umí velice dobře hospodařit s vodou, přesto je vhodné, aby měli stále k dispozici napáječku.

## Druhy
Do podčeledi pískomilů se obvykle řadí zhruba 70 druhů rozdělených do 14 rodů. Jedním z nejpočetnějších rodů je rod Meriones, do kterého patří nejčastěji chované druhy jako pískomil mongolský, tlustoocasý, rudoocasý, jižní nebo perský.